# Lodewijk IX van Frankrijk

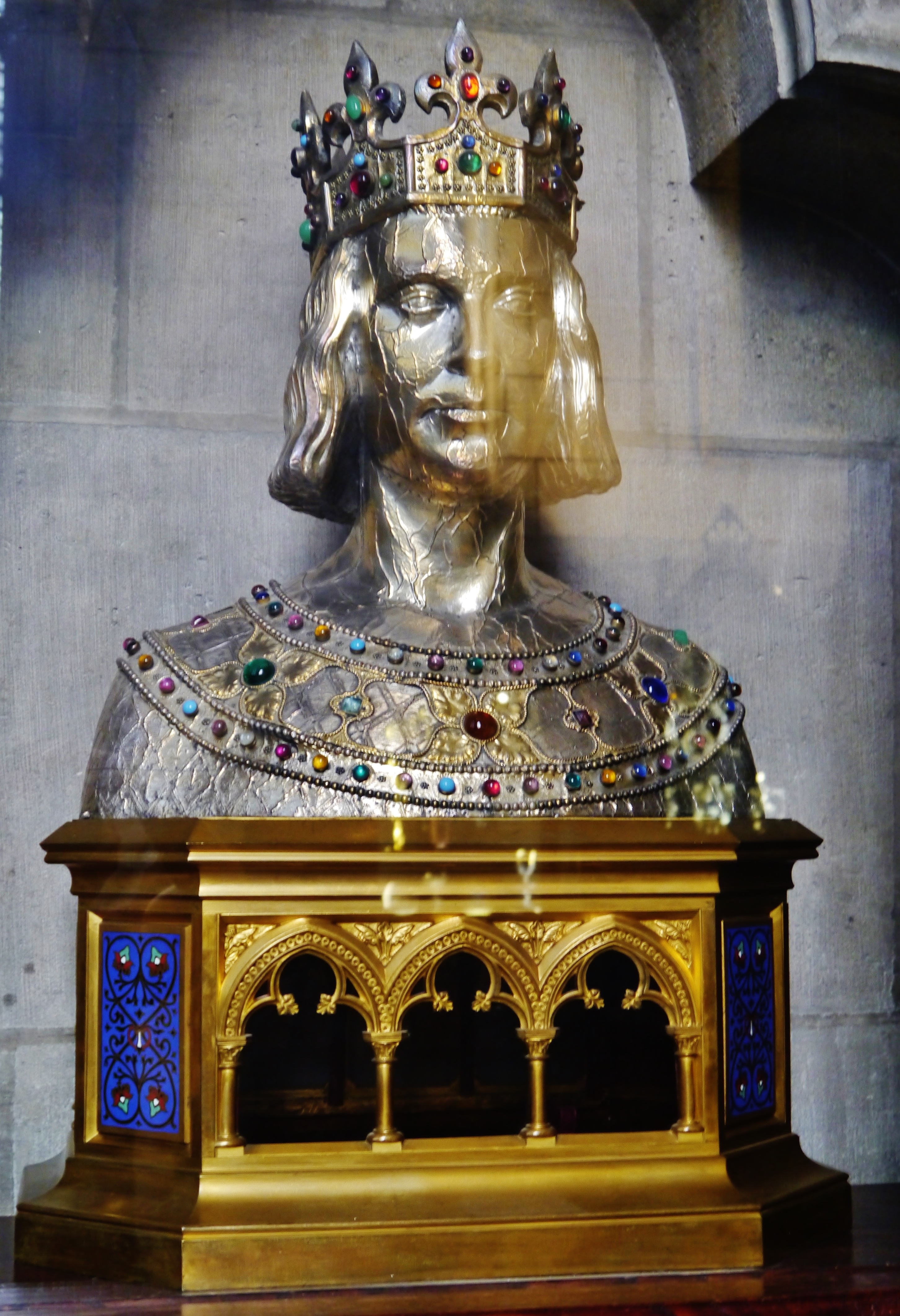
Reliekhouder met buste van Lodewijk IX (Notre-Dame van Parijs)

Lodewijk IX (Poissy, 25 april 1214 – nabij Tunis, 25 augustus 1270), genaamd de Heilige (Frans: Saint-Louis), uit het huis Capet, was koning van Frankrijk van 1226 tot zijn dood. In 1297 werd hij door paus Bonifatius VIII heilig verklaard.

## Regentschap Blanca van Castillië
Hij was de tweede zoon van Lodewijk VIII en Blanca van Castilië. Nadat zijn vader op 12 november 1226 overleden was, werd hij reeds op 29 november, op 12-jarige leeftijd, tot koning gekroond in de kathedraal van Reims, die op dat moment nog in de steigers stond. Als kind regeerde Lodewijk niet zelf, dat deed zijn moeder, onder wier voogdij hij stond. Haar strategie was een opstand van de feodale heren te voorkomen door het sluiten van strategische bondgenootschappen, waarvan een belangrijke dat met de Rooms-Katholieke Kerk was. Verder zette ze in op diplomatie en het sluiten van een goed huwelijk. Zo wist ze zonder bloedvergieten het grondgebied en de macht van de koning tegenover de heren te vergroten.
Op 11 april 1229 had ze, na onderhandelingen met graaf Raymond VII van Toulouse, bereikt dat deze de Languedoc aan de koning afstond, het gebied van Agen, alsmede Quercy en Rouergue. De overdracht werd bekrachtigd in het Verdrag van Meaux. Daardoor ontstond een voor het koninkrijk  belangrijke toegang tot de Middellandse Zee. Het verdrag luidde het einde in van de grootscheepse Albigenzische Kruistochten, die dood en vernieling hadden gebracht in de Langedoc. Vanaf 1209 werden in de Languedoc in opdracht van de kerk duizenden katharen vermoord.
Er werd een huwelijk geregeld met Margaretha van Provence, de oudste dochter van graaf Raymond Berengar V van Provence, die ook een grondgebied in Catalonië bestuurde. Dat leverde een goede verhouding op met de bestuurders van een aan de Languedoc grenzend grondgebied, dat eveneens een opening bood naar de zee en een kruispunt van handelsroutes. Het paar trad in 1234 in de kathedraal van Sens in het huwelijk, Margaretha was toen dertien jaar oud.
Tot 1235 was Blanca van Castillië regentes.

## Binnenlands bestuur
Lodewijk wist het door zijn moeder tot stand gebrachte interne evenwicht van het koninkrijk te verzekeren. De territoriale expansie tijdens zijn regering was beperkt en werd slechts afgerond met de aankoop van de grondgebieden Blois, Chartres en Mâcon.
Lodewijk zorgde voor een hervorming van de rechtspraak en het muntwezen. Hij stelde een nieuw soort koninklijke ambtenaren aan, zogenaamde enquêteurs, die de al bestaande baljuws moesten controleren. In de geschiedschrijving is een beeld geschetst van de "zachtmoedige" koning Lodewijk, rechtsprekend over geschillen tussen boeren, onder een eik in het bos van Vincennes. Deze voorstelling is tot de collectieve verbeelding gaan behoren. Hij stichtte ziekenhuizen, liefdadigheidsinstellingen en bevorderde kunsten en wetenschappen, voor zover die ten dienste van de Rooms-Katholieke Kerk stonden. Hij liet de Parijse universiteit uitgroeien tot één der intellectuele centra van het katholicisme en het was ook onder zijn regering dat de gotische kunst in Frankrijk tot volle bloei kwam.
In 1239 verkocht Boudewijn II van Namen, keizer van het Latijnse Keizerrijk, die zijn markgraafschap Namen eerder aan Lodewijk had verpand in ruil voor een grote som geld, een doornenkroon aan Lodewijk. Hierna verkreeg Lodewijk IX nog enkele belangrijke relikwieën, waaronder een deel van het kruis van Christus. Voor deze schatten liet Lodewijk de nu beroemde Sainte-Chapelle bouwen, de paleiskapel van het Palais de la Cité op het Île de la Cité. Het bedrag dat Lodewijk IX voor de doornenkroon betaalde, zou groter zijn dan de kosten van de bouw van de kapel.
In 1241 bestreed hij met succes een feodale revolte in Poitou, die vanuit Engeland gesteund werd door koning Hendrik III, de Oorlog van Saintonge.
Lodewijk IX trad later ook af en toe op als vrederechter in de Europese politiek, onder meer in de strijd om erfopvolging tussen de huizen Avesnes en Dampierre in Vlaanderen en Henegouwen (tussen 1246 en 1256) en in het conflict (1264) tussen koning Hendrik III van Engeland en diens leenheren.

### Verbranding joodse boeken, verdrijving joden
Op bevel van de agressieve paus Gregorius IX, die de verloedering van de Rooms-Katholieke Kerk tegen wilde gaan en de macht te vuur en te zwaard wilde vergroten, verordende Lodewijk de openbare verbranding van alle vindbare exemplaren van de Talmoed, na de Tenach het belangrijkste werk in de joodse religie. Dit was een brede antisemitische campagne die ook in Engeland, Portugal en een deel van Spanje plaatsvond en eeuwen duurde. De heilige geschriften werden door koninklijke ambtenaren in beslag genomen, naar Parijs gebracht en gingen daar bij karrenvrachten tegelijk in vlammen op, zo'n twaalfduizend handgeschreven en geïllumineerde Joodse boeken. Slechts weinige handschriften ontsnapten aan de vernietiging. Later werden Joden die zich niet tot het christendom wilde bekeren op bevel van Lodewijk uit het land verdreven, nadat hun bezittingen en eigendommen waren onteigend.

## Oorlogsvoering

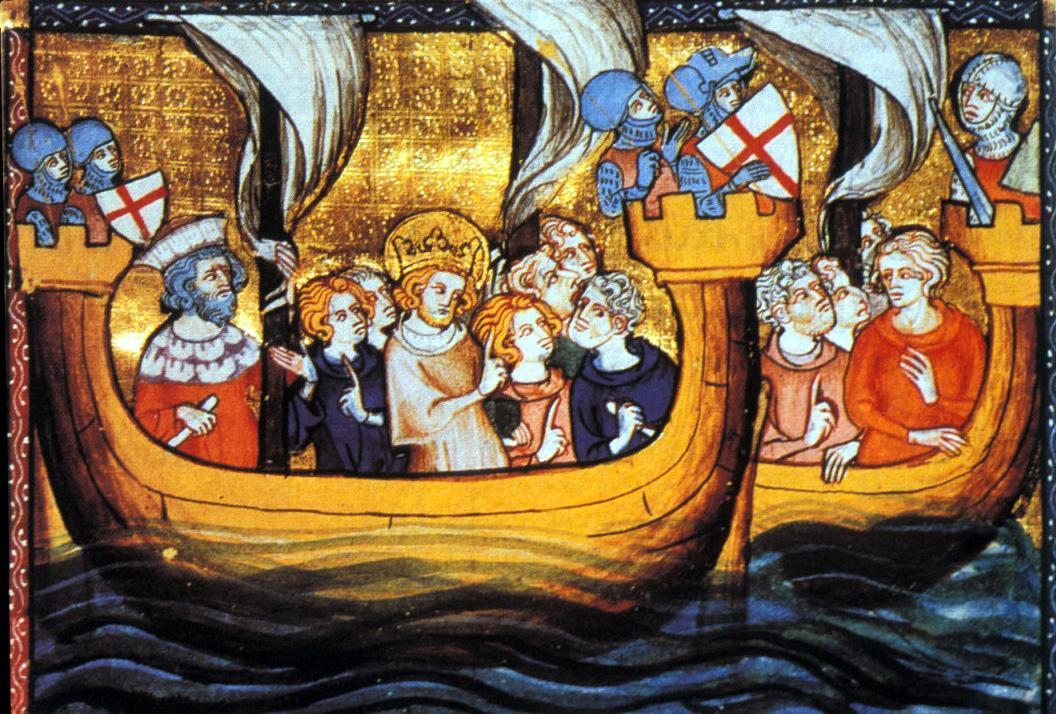
Vertrek van de Zevende Kruistocht (Vie et miracles de Saint Louis, 14e eeuw)

### Zevende Kruistocht
In 1244 vluchtte paus Innocentius IV naar Frankrijk, na een zoveelste conflict met keizer Frederik II. Het jaar erop riep Innocentius het Eerste Concilie van Lyon bijeen. Tijdens het concilie werd beslist dat keizer Frederik II werd afgezet en er werd een oproep gedaan voor een nieuwe kruistocht onder leiding van koning Lodewijk. 
Net voor het Concilie van Lyon (1245) was Jeruzalem ingenomen en geplunderd door de islamitische Chorasmiden. Lodewijk IX en zijn leger vertrokken vanuit Aigues-Mortes via Cyprus naar Egypte, samen met de Vlaamse graaf Willem van Dampierre en veroverden op 6 juni 1249 de Egyptische stad Damiate. Het leger van de kruisridders werd in april 1250 verslagen bij El-Mansoera (Egypte) en Lodewijk werd gevangengenomen. Wat er in de Franse schatkist nog overbleef, werd besteed aan de betaling van zijn losgeld. De meeste militairen gingen toen terug naar huis, maar Lodewijk IX voer naar Syrië. Daar heeft hij vier jaar op versterking gewacht en de kuststeden verdedigd. 

#### Betrekkingen met Mongoolse Rijk

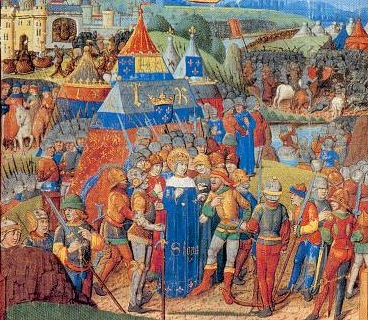
Lodewijk IX gevangengenomen bij El-Mansoera (Le livre des faits de Monseigneur Saint Louis, 15e eeuw

In het najaar van 1248 verbleef Lodewijk IX op het eiland Cyprus om de kruistocht voor te bereiden. In december arriveerden twee nestoriaanse christenen aan het hof in Nicosia. Zij introduceerden zich als een delegatie gezonden door Eljigidei, de Mongoolse commandant in Perzië. In de begeleidende brief meldde Eljigidei christen te zijn geworden. In dezelfde brief kondigde hij aan komende zomer het Kalifaat van de Abbasiden aan te vallen met het doel Bagdad te veroveren. Eljigidei vroeg Lodewijk IX om militaire actie tegen Egypte zodat het kalifaat van die zijde geen hulp kon ontvangen. De beide leden van de delegatie brachten ook het nieuws dat Güyük Khan, de khagan van het gehele Mongoolse Rijk, tot het christendom zou zijn overgegaan. Zijn moeder, Töregene, zou een dochter zijn van Pape Jan.

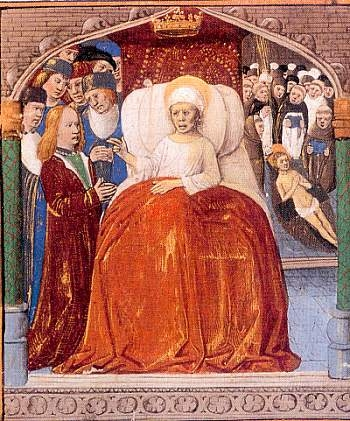
De dood van Lodewijk IX (Le livre des faits de Monseigneur Saint Louis

Aan het hof in Nicosia was in deze periode ook André de Longjumeau aanwezig. Deze had eerder al een pauselijke missie naar Mongools gebied in het oosten uitgevoerd. Hij trad ook op als vertaler van de in het Perzisch gestelde brief en als tolk tijdens de gesprekken. Op basis van deze informatie zond Lodewijk de Longjumeau al in januari 1249 uit voor een missie naar Karakorum, de hoofdstad van het Mongoolse rijk.  Bij aankomst bleek Güyük Khan inmiddels overleden. De delegatie kreeg een brief mee met de gebruikelijke boodschap, dat het de wil van de Eeuwige God was dat de Mongolen over de wereld zouden heersen. Lodewijk IX werd bevolen het volgend jaar zelf in Karakorum aanwezig te zijn om zich te onderwerpen. 
Er is in het vakgebied tot in de eenentwintigste eeuw een debat of de brief nu wel of niet van Eljigidei afkomstig was of dat deze brief geheel een vervalsing was, waarvoor enkele nestoriaanse groeperingen verantwoordelijk zouden zijn. Mongoolse leiders hebben in de jaren na 1248 de brief altijd een vervalsing genoemd. Lodewijk IX zou enkele jaren later de reis van Willem van Rubroeck naar Karakorum financieel ondersteunen. Ook in een brief van Möngke Khan aan Lodewijk IX die Willem van Rubroeck in 1254 bij zijn vertrek uit Karakorum meekreeg wordt expliciet geformuleerd dat de brief van Eljigidei een vervalsing was. 
Het was niet in het Franse staatsbelang dat Lodewijk na zijn vrijlating nog vier jaar in het oosten bleef. Hij keerde niet naar Parijs terug vóór de fatale hartkwaal van zijn moeder, de regentes Blanca van Castilië.

### Achtste Kruistocht
Lodewijk IX nam ook deel aan de voor de katholieken rampzalige Achtste Kruistocht, die hem fataal zou worden. In de overtuiging dat de islamitische heerser van Tunis zich tot het christendom zou bekeren bij de aanblik van een leger kruisvaarders dat aan land ging, een steun zouden zijn om het Heilige Land te heroveren. Een maand na zijn landing overleed hij op 56-jarige leeftijd vóór de wallen van Tunis aan scheurbuik. Na zijn dood werd hij overgebracht naar Lyon en bijgezet in de kathedraal aldaar. Hij werd opgevolgd door zijn zoon Filips III van Frankrijk, bijgenaamd de Stoute.

## Huwelijk en kinderen

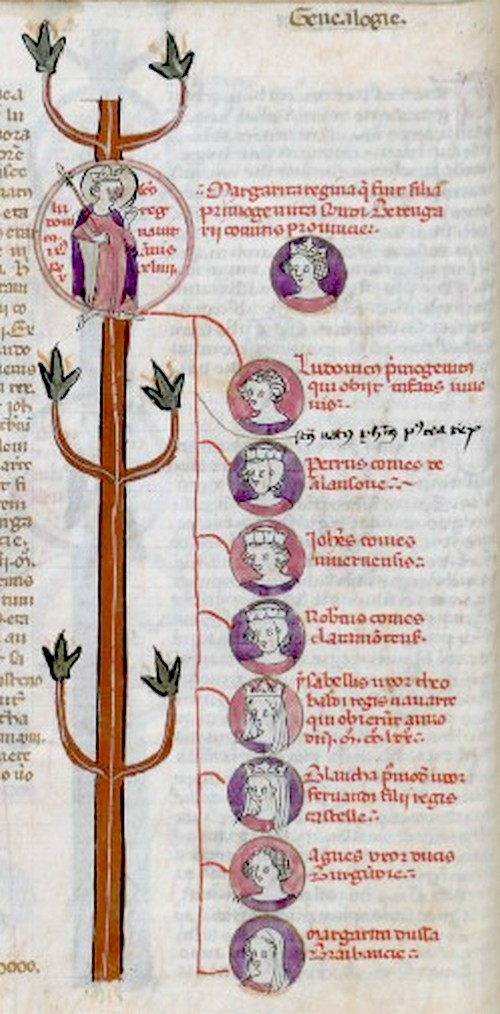
Stamboom van Lodewijk IX en zijn kinderen uit de Arbor genealogiae regum Francorum van Bernard Gui

Lodewijk IX trouwde met Margaretha van Provence; uit het huwelijk werden de volgende kinderen geboren:
- Blanche (1240-1243)
- Isabella (1242-1271), in 1258 gehuwd met Theobald IV van Champagne, koning van Navarra
- Lodewijk (1244-1260) verloofd met Berengaria van Castilië, dochter van Alfons X van Castilië, maar overlijdt voor het huwelijk
- Filips (1245-1285), die zijn vader opvolgde als Filips III van Frankrijk
- Jan (1248-1248)
- Jan Tristan (1250-1270), graaf van Valois en van Nevers, in 1266 gehuwd met Yolande van Bourgondië († 1280)
- Peter (1251-1284), graaf van Alençon en van Perche, in 1272 gehuwd met Johanna van Châtillon (1254-1291)
- Blanche (1252-1310), in 1269 gehuwd met Ferdinand de la Cerda (1255-1275), infant van Castilië
- Margaretha (1254-1271), in 1269 gehuwd met Jan I van Brabant (1253-1294)
- Robert van Clermont (1256-1317)
- Agnes (1260-1327), in 1279 gehuwd met Robert II van Bourgondië (1248-1306).

## Heiligverklaring door Rooms-Katholieke Kerk
Al snel na zijn dood begon de Rooms-Katholieke Kerk een proces van heiligverklaring. Geoffroy de Beaulieu, de biechtvader van de koning, schreef een biografie tussen 1272 en 1275. In 1282-1283 werd een onderzoek met getuigenverklaringen gevoerd. Lodewijk IX werd in 1297 heilig verklaard door paus Bonifatius VIII, die daarmee een poging ondernam om zich te verzoenen met Filips de Schone, Lodewijks kleinzoon. In 1282-1283 volgde nog een tweede biografie door Guillaume de Saint-Pathus, de biechtvader van de weduwe van de koning. Zijn feest is op 25 augustus.
Al snel na de heiligverklaring werd in Frankrijk binnen de kerk een cultus opgebouwd rond de heilige Lodewijk. Kloosters en kapellen werden gedurende de 14e eeuw naar hem genoemd. Deze cultus was vooral sterk onder de koningen Filips IV en Filips VI. Ook later, met name onder koning Lodewijk XIV en keizer Napoleon III werden veel kerken en kapellen gewijd aan de heilige Lodewijk. Ook in de jaren 1960 werden 172 parochiekerken in Frankrijk aan hem gewijd.
Lodewijk IX is de beschermheilige van San Luis Potosí in Mexico en wordt afgebeeld op het stadswapen. In de kathedraal op de Plaza de Armas staat zijn heiligenbeeld. Vele plaatsen in de wereld zijn naar Lodewijk IX vernoemd, waarvan Saint Louis (Missouri) de bekendste is.
Er zijn twee ridderorden naar de Heilige Lodewijk genoemd: de niet meer bestaande Orde van de Heilige Lodewijk, een militaire onderscheiding van de Franse koningen en de nog steeds bestaande Orde van de Heilige Lodewijk voor Civiele Verdienste van de hertogen van Parma.

## Kwartierstaat (voorouders)
| Lodewijk VII van Frankrijk (1120–1180) | Lodewijk VII van Frankrijk (1120–1180) | Lodewijk VII van Frankrijk (1120–1180) | Lodewijk VII van Frankrijk (1120–1180) | Lodewijk VII van Frankrijk (1120–1180) | Lodewijk VII van Frankrijk (1120–1180) | Adelheid van Champagne (ca. 1140-1206) | Adelheid van Champagne (ca. 1140-1206) | Adelheid van Champagne (ca. 1140-1206) | Adelheid van Champagne (ca. 1140-1206) | Adelheid van Champagne (ca. 1140-1206)  | Adelheid van Champagne (ca. 1140-1206)  |                                         |                                         | Boudewijn V van Henegouwen (ca. 1150-1195) | Boudewijn V van Henegouwen (ca. 1150-1195) | Boudewijn V van Henegouwen (ca. 1150-1195) | Boudewijn V van Henegouwen (ca. 1150-1195) | Boudewijn V van Henegouwen (ca. 1150-1195) | Boudewijn V van Henegouwen (ca. 1150-1195) | Margaretha van de Elzas (ca. 1140/45-1194) | Margaretha van de Elzas (ca. 1140/45-1194) | Margaretha van de Elzas (ca. 1140/45-1194) | Margaretha van de Elzas (ca. 1140/45-1194) | Margaretha van de Elzas (ca. 1140/45-1194) | Margaretha van de Elzas (ca. 1140/45-1194) |                                 |                                 | Sancho III van Castilië (ca. 1134-1158) | Sancho III van Castilië (ca. 1134-1158) | Sancho III van Castilië (ca. 1134-1158) | Sancho III van Castilië (ca. 1134-1158) | Sancho III van Castilië (ca. 1134-1158) | Sancho III van Castilië (ca. 1134-1158) | Blanca van Navarra (na 1133-1156)    | Blanca van Navarra (na 1133-1156)    | Blanca van Navarra (na 1133-1156)    | Blanca van Navarra (na 1133-1156)    | Blanca van Navarra (na 1133-1156) | Blanca van Navarra (na 1133-1156) |                                 |                                 | Hendrik II van Engeland (1133-1189) | Hendrik II van Engeland (1133-1189) | Hendrik II van Engeland (1133-1189) | Hendrik II van Engeland (1133-1189) | Hendrik II van Engeland (1133-1189) | Hendrik II van Engeland (1133-1189) | Eleonora van Aquitanië (1122/24–1204)               | Eleonora van Aquitanië (1122/24–1204)               | Eleonora van Aquitanië (1122/24–1204)               | Eleonora van Aquitanië (1122/24–1204)               | Eleonora van Aquitanië (1122/24–1204)               | Eleonora van Aquitanië (1122/24–1204)               |  |  |  |  |  |  |  |  |  |  |  |  |  |  |  |  |  |  |  |  |  |  |  |  |  |  |  |  |  |  |  |  |  |  |  |  |  |  |  |  |  |  |  |  |  |  |  |  |
| Lodewijk VII van Frankrijk (1120–1180) | Lodewijk VII van Frankrijk (1120–1180) | Lodewijk VII van Frankrijk (1120–1180) | Lodewijk VII van Frankrijk (1120–1180) | Lodewijk VII van Frankrijk (1120–1180) | Lodewijk VII van Frankrijk (1120–1180) | Adelheid van Champagne (ca. 1140-1206) | Adelheid van Champagne (ca. 1140-1206) | Adelheid van Champagne (ca. 1140-1206) | Adelheid van Champagne (ca. 1140-1206) | Adelheid van Champagne (ca. 1140-1206)  | Adelheid van Champagne (ca. 1140-1206)  |                                         |                                         | Boudewijn V van Henegouwen (ca. 1150-1195) | Boudewijn V van Henegouwen (ca. 1150-1195) | Boudewijn V van Henegouwen (ca. 1150-1195) | Boudewijn V van Henegouwen (ca. 1150-1195) | Boudewijn V van Henegouwen (ca. 1150-1195) | Boudewijn V van Henegouwen (ca. 1150-1195) | Margaretha van de Elzas (ca. 1140/45-1194) | Margaretha van de Elzas (ca. 1140/45-1194) | Margaretha van de Elzas (ca. 1140/45-1194) | Margaretha van de Elzas (ca. 1140/45-1194) | Margaretha van de Elzas (ca. 1140/45-1194) | Margaretha van de Elzas (ca. 1140/45-1194) |                                 |                                 | Sancho III van Castilië (ca. 1134-1158) | Sancho III van Castilië (ca. 1134-1158) | Sancho III van Castilië (ca. 1134-1158) | Sancho III van Castilië (ca. 1134-1158) | Sancho III van Castilië (ca. 1134-1158) | Sancho III van Castilië (ca. 1134-1158) | Blanca van Navarra (na 1133-1156)    | Blanca van Navarra (na 1133-1156)    | Blanca van Navarra (na 1133-1156)    | Blanca van Navarra (na 1133-1156)    | Blanca van Navarra (na 1133-1156) | Blanca van Navarra (na 1133-1156) |                                 |                                 | Hendrik II van Engeland (1133-1189) | Hendrik II van Engeland (1133-1189) | Hendrik II van Engeland (1133-1189) | Hendrik II van Engeland (1133-1189) | Hendrik II van Engeland (1133-1189) | Hendrik II van Engeland (1133-1189) | Eleonora van Aquitanië (1122/24–1204)               | Eleonora van Aquitanië (1122/24–1204)               | Eleonora van Aquitanië (1122/24–1204)               | Eleonora van Aquitanië (1122/24–1204)               | Eleonora van Aquitanië (1122/24–1204)               | Eleonora van Aquitanië (1122/24–1204)               |  |  |  |  |  |  |  |  |  |  |  |  |  |  |  |  |  |  |  |  |  |  |  |  |  |  |  |  |  |  |  |  |  |  |  |  |  |  |  |  |  |  |  |  |  |  |  |  |
|                                        |                                        |                                        |                                        |                                        |                                        |                                        |                                        |                                        |                                        |                                         |                                         |                                         |                                         |                                            |                                            |                                            |                                            |                                            |                                            |                                            |                                            |                                            |                                            |                                            |                                            |                                 |                                 |                                         |                                         |                                         |                                         |                                         |                                         |                                      |                                      |                                      |                                      |                                   |                                   |                                 |                                 |                                     |                                     |                                     |                                     |                                     |                                     |                                                     |                                                     |                                                     |                                                     |                                                     |                                                     |  |  |  |  |  |  |  |  |  |  |  |  |  |  |  |  |  |  |  |  |  |  |  |  |  |  |  |  |  |  |  |  |  |  |  |  |  |  |  |  |  |  |  |  |  |  |  |  |
|                                        |                                        |                                        |                                        | Filips II van Frankrijk (1165-1223)    | Filips II van Frankrijk (1165-1223)    | Filips II van Frankrijk (1165-1223)    | Filips II van Frankrijk (1165-1223)    | Filips II van Frankrijk (1165-1223)    | Filips II van Frankrijk (1165-1223)    |                                         |                                         |                                         |                                         |                                            |                                            | Isabella van Henegouwen (1170-1190)        | Isabella van Henegouwen (1170-1190)        | Isabella van Henegouwen (1170-1190)        | Isabella van Henegouwen (1170-1190)        | Isabella van Henegouwen (1170-1190)        | Isabella van Henegouwen (1170-1190)        |                                            |                                            |                                            |                                            |                                 |                                 |                                         |                                         |                                         |                                         | Alfons VIII van Castilië (1155-1214)    | Alfons VIII van Castilië (1155-1214)    | Alfons VIII van Castilië (1155-1214) | Alfons VIII van Castilië (1155-1214) | Alfons VIII van Castilië (1155-1214) | Alfons VIII van Castilië (1155-1214) |                                   |                                   |                                 |                                 |                                     |                                     | Eleonora van Engeland (1162-1214)   | Eleonora van Engeland (1162-1214)   | Eleonora van Engeland (1162-1214)   | Eleonora van Engeland (1162-1214)   | Eleonora van Engeland (1162-1214)                   | Eleonora van Engeland (1162-1214)                   |                                                     |                                                     |                                                     |                                                     |  |  |  |  |  |  |  |  |  |  |  |  |  |  |  |  |  |  |  |  |  |  |  |  |  |  |  |  |  |  |  |  |  |  |  |  |  |  |  |  |  |  |  |  |  |  |  |  |
|                                        |                                        |                                        |                                        | Filips II van Frankrijk (1165-1223)    | Filips II van Frankrijk (1165-1223)    | Filips II van Frankrijk (1165-1223)    | Filips II van Frankrijk (1165-1223)    | Filips II van Frankrijk (1165-1223)    | Filips II van Frankrijk (1165-1223)    |                                         |                                         |                                         |                                         |                                            |                                            | Isabella van Henegouwen (1170-1190)        | Isabella van Henegouwen (1170-1190)        | Isabella van Henegouwen (1170-1190)        | Isabella van Henegouwen (1170-1190)        | Isabella van Henegouwen (1170-1190)        | Isabella van Henegouwen (1170-1190)        |                                            |                                            |                                            |                                            |                                 |                                 |                                         |                                         |                                         |                                         | Alfons VIII van Castilië (1155-1214)    | Alfons VIII van Castilië (1155-1214)    | Alfons VIII van Castilië (1155-1214) | Alfons VIII van Castilië (1155-1214) | Alfons VIII van Castilië (1155-1214) | Alfons VIII van Castilië (1155-1214) |                                   |                                   |                                 |                                 |                                     |                                     | Eleonora van Engeland (1162-1214)   | Eleonora van Engeland (1162-1214)   | Eleonora van Engeland (1162-1214)   | Eleonora van Engeland (1162-1214)   | Eleonora van Engeland (1162-1214)                   | Eleonora van Engeland (1162-1214)                   |                                                     |                                                     |                                                     |                                                     |  |  |  |  |  |  |  |  |  |  |  |  |  |  |  |  |  |  |  |  |  |  |  |  |  |  |  |  |  |  |  |  |  |  |  |  |  |  |  |  |  |  |  |  |  |  |  |  |
|                                        |                                        |                                        |                                        |                                        |                                        |                                        |                                        |                                        |                                        | Lodewijk VIII van Frankrijk (1187–1226) | Lodewijk VIII van Frankrijk (1187–1226) | Lodewijk VIII van Frankrijk (1187–1226) | Lodewijk VIII van Frankrijk (1187–1226) | Lodewijk VIII van Frankrijk (1187–1226)    | Lodewijk VIII van Frankrijk (1187–1226)    |                                            |                                            |                                            |                                            |                                            |                                            |                                            |                                            |                                            |                                            |                                 |                                 |                                         |                                         |                                         |                                         |                                         |                                         |                                      |                                      |                                      |                                      | Blanca van Castilië (1188-1252)   | Blanca van Castilië (1188-1252)   | Blanca van Castilië (1188-1252) | Blanca van Castilië (1188-1252) | Blanca van Castilië (1188-1252)     | Blanca van Castilië (1188-1252)     |                                     |                                     |                                     |                                     |                                                     |                                                     |                                                     |                                                     |                                                     |                                                     |  |  |  |  |  |  |  |  |  |  |  |  |  |  |  |  |  |  |  |  |  |  |  |  |  |  |  |  |  |  |  |  |  |  |  |  |  |  |  |  |  |  |  |  |  |  |  |  |
|                                        |                                        |                                        |                                        |                                        |                                        |                                        |                                        |                                        |                                        | Lodewijk VIII van Frankrijk (1187–1226) | Lodewijk VIII van Frankrijk (1187–1226) | Lodewijk VIII van Frankrijk (1187–1226) | Lodewijk VIII van Frankrijk (1187–1226) | Lodewijk VIII van Frankrijk (1187–1226)    | Lodewijk VIII van Frankrijk (1187–1226)    |                                            |                                            |                                            |                                            |                                            |                                            |                                            |                                            |                                            |                                            |                                 |                                 |                                         |                                         |                                         |                                         |                                         |                                         |                                      |                                      |                                      |                                      | Blanca van Castilië (1188-1252)   | Blanca van Castilië (1188-1252)   | Blanca van Castilië (1188-1252) | Blanca van Castilië (1188-1252) | Blanca van Castilië (1188-1252)     | Blanca van Castilië (1188-1252)     |                                     |                                     |                                     |                                     |                                                     |                                                     |                                                     |                                                     |                                                     |                                                     |  |  |  |  |  |  |  |  |  |  |  |  |  |  |  |  |  |  |  |  |  |  |  |  |  |  |  |  |  |  |  |  |  |  |  |  |  |  |  |  |  |  |  |  |  |  |  |  |
|                                        |                                        |                                        |                                        |                                        |                                        |                                        |                                        |                                        |                                        |                                         |                                         |                                         |                                         |                                            |                                            |                                            |                                            |                                            |                                            |                                            |                                            |                                            |                                            |                                            |                                            |                                 |                                 |                                         |                                         |                                         |                                         |                                         |                                         |                                      |                                      |                                      |                                      |                                   |                                   |                                 |                                 |                                     |                                     |                                     |                                     |                                     |                                     |                                                     |                                                     |                                                     |                                                     |                                                     |                                                     |  |  |  |  |  |  |  |  |  |  |  |  |  |  |  |  |  |  |  |  |  |  |  |  |  |  |  |  |  |  |  |  |  |  |  |  |  |  |  |  |  |  |  |  |  |  |  |  |
|                                        |                                        |                                        |                                        |                                        |                                        |                                        |                                        |                                        |                                        |                                         |                                         |                                         |                                         |                                            |                                            |                                            |                                            |                                            |                                            |                                            |                                            |                                            |                                            |                                            |                                            |                                 |                                 |                                         |                                         |                                         |                                         |                                         |                                         |                                      |                                      |                                      |                                      |                                   |                                   |                                 |                                 |                                     |                                     |                                     |                                     |                                     |                                     |                                                     |                                                     |                                                     |                                                     |                                                     |                                                     |  |  |  |  |  |  |  |  |  |  |  |  |  |  |  |  |  |  |  |  |  |  |  |  |  |  |  |  |  |  |  |  |  |  |  |  |  |  |  |  |  |  |  |  |  |  |  |  |
| Filips van Frankrijk (1209-1218)       | Filips van Frankrijk (1209-1218)       | Filips van Frankrijk (1209-1218)       | Filips van Frankrijk (1209-1218)       | Filips van Frankrijk (1209-1218)       | Filips van Frankrijk (1209-1218)       |                                        |                                        | Lodewijk IX van Frankrijk (1214-1270)  | Lodewijk IX van Frankrijk (1214-1270)  | Lodewijk IX van Frankrijk (1214-1270)   | Lodewijk IX van Frankrijk (1214-1270)   | Lodewijk IX van Frankrijk (1214-1270)   | Lodewijk IX van Frankrijk (1214-1270)   |                                            |                                            | Robert I van Artesië (1216-1250)           | Robert I van Artesië (1216-1250)           | Robert I van Artesië (1216-1250)           | Robert I van Artesië (1216-1250)           | Robert I van Artesië (1216-1250)           | Robert I van Artesië (1216-1250)           |                                            |                                            | Alfons van Poitiers (1220-1271)            | Alfons van Poitiers (1220-1271)            | Alfons van Poitiers (1220-1271) | Alfons van Poitiers (1220-1271) | Alfons van Poitiers (1220-1271)         | Alfons van Poitiers (1220-1271)         |                                         |                                         | Isabella van Frankrijk (1225-1270)      | Isabella van Frankrijk (1225-1270)      | Isabella van Frankrijk (1225-1270)   | Isabella van Frankrijk (1225-1270)   | Isabella van Frankrijk (1225-1270)   | Isabella van Frankrijk (1225-1270)   |                                   |                                   | Karel I van Napels (1227-1285)  | Karel I van Napels (1227-1285)  | Karel I van Napels (1227-1285)      | Karel I van Napels (1227-1285)      | Karel I van Napels (1227-1285)      | Karel I van Napels (1227-1285)      |                                     |                                     | 2 jong overleden zusters en 6 jong overleden broers | 2 jong overleden zusters en 6 jong overleden broers | 2 jong overleden zusters en 6 jong overleden broers | 2 jong overleden zusters en 6 jong overleden broers | 2 jong overleden zusters en 6 jong overleden broers | 2 jong overleden zusters en 6 jong overleden broers |  |  |  |  |  |  |  |  |  |  |  |  |  |  |  |  |  |  |  |  |  |  |  |  |  |  |  |  |  |  |  |  |  |  |  |  |  |  |  |  |  |  |  |  |  |  |  |  |